# لغة الروبوت التفاعلية
لغة الروبوت التفاعلية (ROILA) هي أول لغة منطوقة تم تصميمها خصيصًا لإضافة إمكانية التحدث للروبوتات. ويتم تطوير لغة الروبوت التفاعلية بواسطة قسم التصميم الصناعي في جامعة آيندهوفن للتكنولوجيا. وتكمن الأهداف الرئيسية من لغة الروبوت التفاعلية في سهولة تعليم المستخدم للروبوت والبحث عن أفضل طريقة لتلقي الروبوتات الأوامر وفهمها. وتمتلك لغة الروبوت التفاعلية القواعد اللغوية التي تصلح للعديد من أنواع الروبوتات المختلفة مثل رومبا وليجو مايندستورم إن إكس تي. وتتم إتاحة لغة الروبوت التفاعلية للاستخدام والمشاركة من قبل أي فرد، حيث أطلق فريق العمل كافة الوثائق والمستندات والأدوات تحت ترخيص المشاع الإبداعي.

## نبذة تاريخية
تم تطوير هذه اللغة نظرًا للحاجة إلى إنشاء لغة موحدة حتى يستطيع البشر التحدث إلى الروبوتات. وقد قام الباحثون بإجراء أبحاث على قدرة الروبوتات على التعرف وتفسير لغات البشر الطبيعية. و اكتشفوا أن اللغات البشرية قد تصيب الروبوتات بالإرباك الشديد عند تفسيرها نظرًا لوجود بعض العناصر مثل اللفظات المتجانسة وصيغ الأفعال. واعتمادًا على هذا البحث فقد شرع الباحثون في إنشاء الخوارزميات الوراثية والتي بدورها تعمل على إنتاج مفردات صناعية من شأنها تسهيل عملية تلفظ البشر بها. وتستخدم هذه الخوارزميات أكثر الوحدات الصوتية شيوعًا من أكثر اللغات البشرية انتشارًا والتي تم إنشاؤها لتسهيل عملية التلفظ. ومن ثم أخذ فريق العمل نتائج هذه الخوارزميات وشرعوا في ابتكار مفردات لغة الروبوت التفاعلية.

## اللغة
تحتوي لغة الروبوت التفاعلية على قواعد مفردة والتي تعني عدم وجود بوادئ ولا لاحقات (احرف أو مقاطع البدايات والنهايات) تضاف إلى الكلمات لتغيير المعنى. ولكن هذه التغييرات تم بناؤها عن طريق إضافة علامات الكلمات التي تحدد هذه التغييرات مثل زمن الفعل السابق. على سبيل المثال، في اللغة الإنجليزية تتم إضافة اللاحقة "ed" للفعل للدلالة على أن الفعل في زمن الماضي، ولكن في لغة الروبوت التفاعلية يتم استخدام كلمة "jifi" (جيفي) بعد الفعل مكان اللاحقة “ed”.

### الحروف الأبجدية
| الحروف الأبجدية الصوتية الدولية النسخ | الحروف النسخ | مثال |              |
| ------------------------------------- | ------------ | ---- | ------------ |
| a                                     | æ            | AE   | fast (سريع)  |
| e                                     | ɛ            | EH   | red (أحمر)   |
| i                                     | ɪ            | IH   | big (كبير)   |
| o                                     | ‎oʊ‏           | OW   | coat (جاكيت) |
| u                                     | ʌ            | AH   | but (لكن)    |
| b                                     | b            | B    | buy (يشتري)  |
| f                                     | f            | F    | for (لأجل)   |
| j                                     | dʒ           | JH   | just (فقط)   |
| k                                     | k            | K    | key (مفتاح)  |
| l                                     | l            | L    | late (متأخر) |
| m                                     | m            | M    | man (رجل)    |
| n                                     | n            | N    | no (لا)      |
| p                                     | p            | P    | pay (يدفع)   |
| s                                     | s            | S    | say (يقول)   |
| t                                     | t            | T    | take (يأخذ)  |
| w                                     | w            | W    | way (طريق)   |

### المفردات
تم إنتاج مفردات لغة الروبوت التفاعلية بواسطة الخوارزميات المصممة لإنشاء المفردات مع أقل تنافر يمكن أن يُوجد بين الكلمات. وتُنسب كل كلمة تم إنتاجها بواسطة الخوارزميات إلى معنى أساسي مأخوذ من المفردات الأساسية في اللغة الإنجليزية. كما تُخصص الكلمات المأخوذة من المفردات الأساسية في اللغة الإنجليزية الأكثر استخدامًا لأقصر كلمات لغة الروبوت التفاعلية التي تم إنشاؤها من قبل الخوارزميات. فيما يلي قائمة قصيرة لكلمات لغة الروبوت التفاعلية مع معناها باللغة الإنجليزية
| المعنى باللغة الإنجليزية                     | كلمات لغة الروبوت التفاعلية |
| -------------------------------------------- | --------------------------- |
| air (هواء)                                   | wifawe (ويفاوي)             |
| and (و)                                      | sowu (سوو)                  |
| bad (سيء)                                    | topik (توبيك)               |
| can (يستطيع)                                 | leto (ليتو)                 |
| cold (بارد)                                  | bosipu (بوسيبو)             |
| end (نهاية)                                  | pekot (بيكوت)               |
| fire (نار)                                   | nejoj (نيجيج)               |
| give (يعطي)                                  | bufo (بوفو)                 |
| hand (يد)                                    | jiwos (جيوس)                |
| inside (داخل)                                | pawop (باوب)                |
| know (يعلم)                                  | bati (باتي)                 |
| left (يرفع)                                  | webufo (ويبوفو)             |
| man (رجل)                                    | losa (لوسا)                 |
| number (رقم)                                 | felit (فيليت)               |
| outside (خارج)                               | bajike (باجيكي)             |
| paper (ورقة)                                 | banafu (بانافو)             |
| right (يمين)                                 | besati (بيساتي)             |
| stay (يبقى)                                  | tipet (تيبيت)               |
| talk (يتحدث)                                 | seni (سيني)                 |
| use (يستخدم)                                 | seput (سيبوت)               |
| very، (جداً) وكذلك العلامة المستخدمة في الجمع | tuji (توجي)                 |
| walk (يمشي)                                  | fosit (فوسيت)               |
| علامة الكلمة الدالة على زمن المستقبل         | jifo (جيفو)                 |
| العلامة الدالة على زمن الماضي                | jifi (جيفي)                 |
| you (أنت)                                    | bama (باما)                 |

### القواعد
تم تصميم لغة الروبوت التفاعلية لتحتوي على قواعد منتظمة بدون أي تعبيرات لأي شيء. وتنطبق جميع القواعد على جميع الكلمات في جزء من الكلام. ونظرًا لنوع قواعد لغة الروبوت التفاعلية المفردة البسيطة، فإن علامات الكلمات تضاف بعد أجزاء الكلام لعرض التصنيف اللغوي. على سبيل المثال، يتم وضع علامة الكلمة بعد الفعل للدلالة على الزمن، بينما يتم وضع علامة الكلمة بعد الاسم للدلالة على التعددية. وتحتوي لغة الروبوت التفاعلية على خمسة أجزاء من الكلام: الأسماء والأفعال والأحوال والصفات والضمائر. ويحتوي جزء الضمائر على الضمائر التالية فقط أنا وأنت وهو وهي. وتتبع الجمل في هذه اللغة الترتيب التالي: الفاعل ثم الفعل ثم المفعول.

### أمثلة
تسعى الأمثلة التالية لعرض ماهية القواعد اللغوية في الاستخدامات التالية.
- الإنجليزية اللفظية: I love this fruit (أحب هذه الفاكهة)
- لغة الروبوت التفاعلية: Pito loki wikute (بيتو لوكي ويكوتي)
- الترجمة: I love fruit (أحب الفاكهة)
- الإنجليزية اللفظية: I love all fruits (أحب كل الفاكهة)
- لغة الروبوت التفاعلية: Pito loki wikute tuji (بيتو لوكي ويكوتي توجي)
- الترجمة: I love fruit (أحب الفاكهة) <علامة الكلمة الدالة على الجمع>
- الإنجليزية اللفظية: You are a good person (أنت شخص جيد)
- لغة الروبوت التفاعلية: Bama wopa tiwil (باما وبا تيويل)
- الترجمة: You good person (أنت شخص جيد)
- الإنجليزية اللفظية: I walked to the house (أنا عدت إلى المنزل)
- لغة الروبوت التفاعلية: Pito fosit jifi bubas (بيتو فوسيت جيفي بوباس)
- الترجمة: I walk <علامة الكلمة الدالة على الماضي> house (أنا أعود إلى المنزل)
- الإنجليزية اللفظية: Do not listen to her (لا تستمع إليها)
- لغة الروبوت التفاعلية: Buse lulaw mona (بوسي لولاو مونا)
- الترجمة: No listen her (لا تستمع هي)

## الإتاحية
في الوقت الحالي تم إتاحة لغة الروبوت التفاعلية للروبوت طراز ليجو مايندستورم إن إكس تي. حيث يستخدم مكتبة التعرف على الكلام سي إم يو سفينكس (CMU Sphinx) لتفسير الأوامر المنطوقة إلى إن إكس تي وتحويلها إلى أوامر بلغة الروبوت التفاعلية.

## وصلات خارجية
- ROILA Official Website
- ROILA: Robot Interaction Language (Thesis, PDF)